# Pistola FÉG 37M
La FÉG 37M es una pistola semiautomàtica del Regne d'Hongria dissenyada per Rudolf Frommer. Era una millora de la Frommer 29M. Es va dissenyar per a disparar 2 tipus de municions, la .380 ACP (9x17mm SR), la munició estàndard de l'Exèrcit hongarès i en .32 ACP (7,65x17mm SR), la versió que utilitzava la munició dels països aliats amb Hongria durant la Segona Guerra Mundial. La Frommer 37M era coneguda en l'Exèrcit hongarès com a M1937.
Més tard, durant el seu servei en l'Exèrcit Alemany durant la Segona Guerra Mundial, era coneguda com a Pistole 37(u), Pistole M 37 Kal. 7,65 mm o P37. La major diferència entre aquesta variant i les altres, es que la versió alemanya comptava amb un segur manual (el qual la versió hongaresa no tenia), i era produïda com a “Pistole M 37 Kal. 7,65” el codi FEG, la data de producció i les marques de la Waffenamt. Es van produir entre 150.000 i 300.000, ja que va demostrar ser una pistola molt fiable produïda d'aquesta manera. Alguns models acabats parcialment a la post guerra també van ser equipades, i fins i tot, es va intentar tornar a produir l'arma, però sense resultats.